# Кипфенберг
Кипфенберг (нем. Kipfenberg) — община в Германии, в земле Бавария. 
Подчиняется административному округу Верхняя Бавария. Входит в состав района Айхштетт. Население составляет 5662 человека (на 31 декабря 2010 года). Занимает площадь 81,43 км².
Община подразделяется на 16 сельских округов.

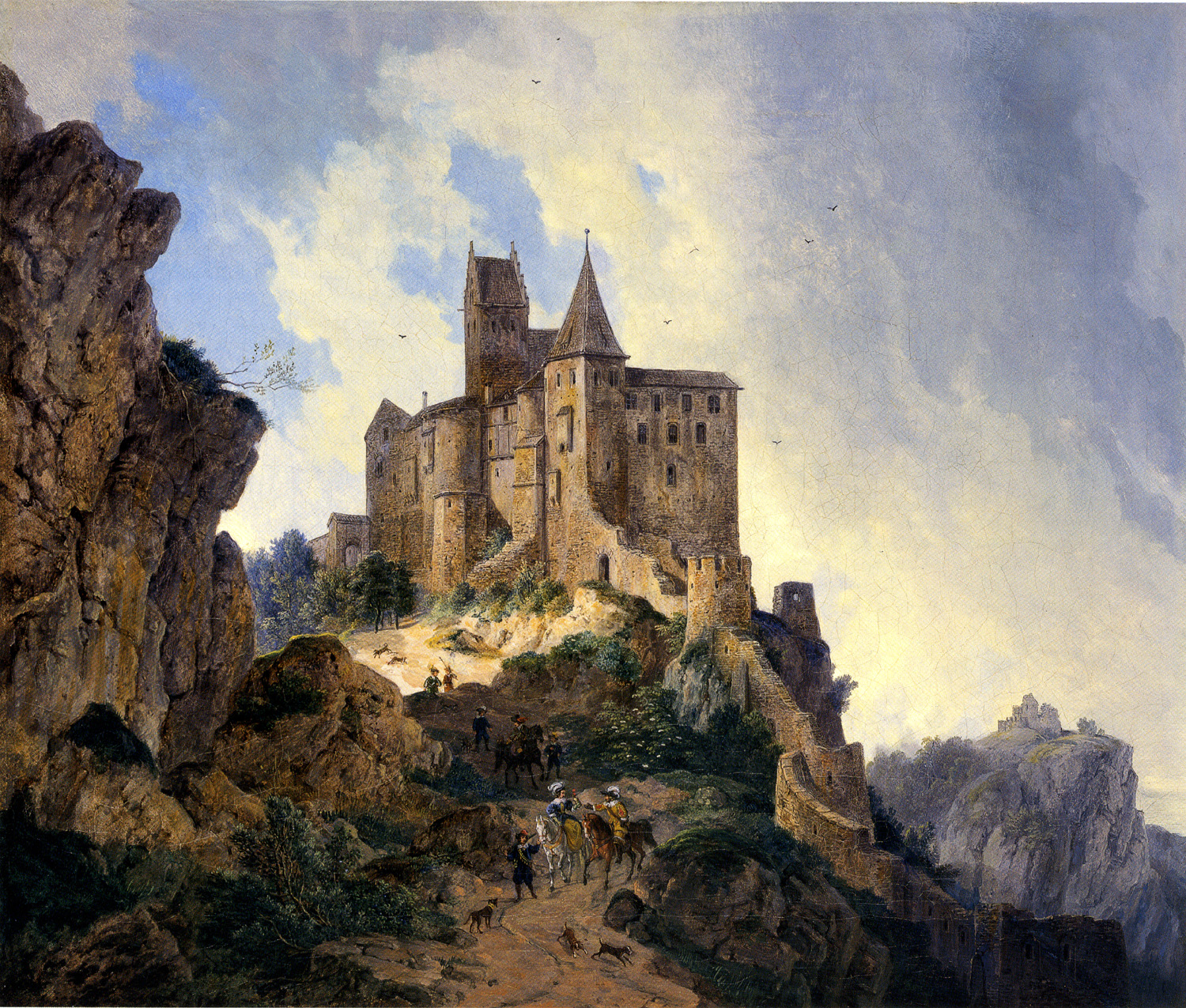
Кипфенберг

## Население
По оценке на 31 декабря 2015 года население общины Кипфенберг составляет 5752 чел. 

| Дата      | 1840 | 1871 | 1900 | 1925 | 1939 | 1950 | 1961 | 1970 | 1987 | 2011 |
| --------- | ---- | ---- | ---- | ---- | ---- | ---- | ---- | ---- | ---- | ---- |
| Население | 2817 | 3016 | 2939 | 3424 | 3339 | 4266 | 4013 | 4149 | 4543 | 5513 |

| Год       | 1960 | 1970 | 1980 | 1990 | 2000 | 2009 | 2010 | 2011 | 2012 | 2013 | 2014 | 2015 |
| --------- | ---- | ---- | ---- | ---- | ---- | ---- | ---- | ---- | ---- | ---- | ---- | ---- |
| Население | 3857 | 4117 | 4119 | 4852 | 5700 | 5654 | 5662 | 5512 | 5587 | 5607 | 5638 | 5752 |

## Достопримечательности
- Замок Кимпфенберг